# Lepidostoma tenerifensis
Lepidostoma tenerifensis är en nattsländeart som beskrevs av Malicky 1992. Lepidostoma tenerifensis ingår i släktet Lepidostoma och familjen kantrörsnattsländor. Inga underarter finns listade i Catalogue of Life.